# Palpimanus hesperius
Palpimanus hesperius är en spindelart som beskrevs av Simon 1907. Palpimanus hesperius ingår i släktet Palpimanus och familjen Palpimanidae.
Artens utbredningsområde är São Tomé. Inga underarter finns listade i Catalogue of Life.